# Adolf Lasson

Adolf Lasson 1911

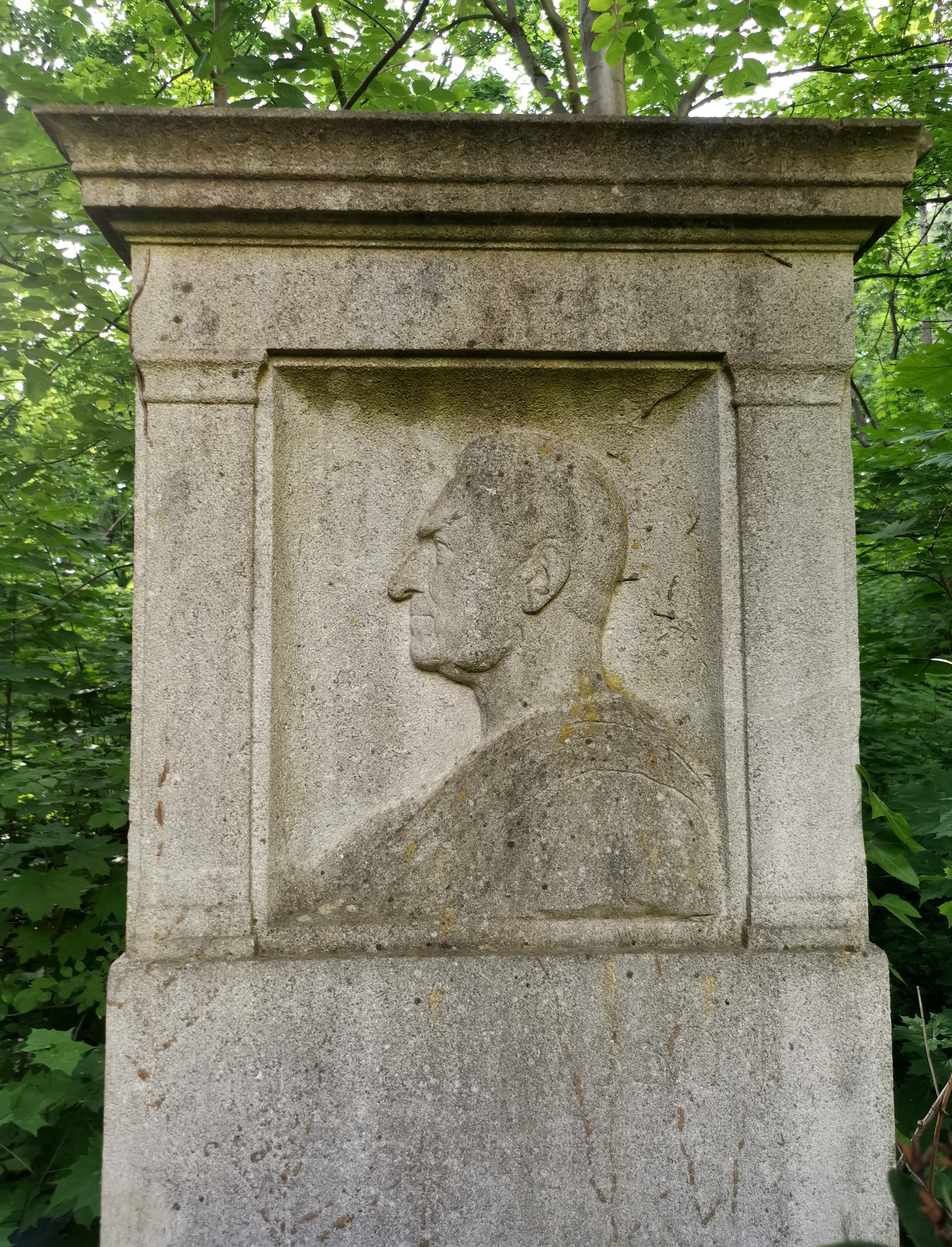
Grab auf dem Friedhof I der Georgen-Parochialgemeinde in Berlin

 Adolf Lasson (* 12. März 1832 in Strelitz als Ahron Lazarusson; † 19. Dezember 1917 in Berlin) war ein deutscher Philosoph und Hochschullehrer.

## Leben
Adolf Lasson entstammte einer jüdischen Familie und studierte von 1848 bis 1852 an der Friedrich-Wilhelms-Universität in Berlin Philologie und Rechtswissenschaft. 1853 konvertierte er zum Christentum. Ab 1859 war er Lehrer an der Luisenstädtischen Realschule in Berlin. 1861 wurde er an der Universität Leipzig promoviert.
Ab 1874 war er als Dozent der Literatur und Ästhetik am Viktoria-Lyceum und seit 1877 als Privatdozent der Philosophie an der Universität Berlin tätig.
Der Akademisch-Philologische Verein Berlin im Naumburger Kartellverband ernannte Lasson zum Ehrenmitglied.
Adolf Lasson war der Vater des protestantischen Theologen Georg Lasson. 
Sein Grab auf dem ev. Georgen-Parochial-Friedhof I (Greifswalder Str. 229–234 in Berlin Prenzlauer Berg) ist verwahrlost, aber erhalten.

## Werk
Adolf Lasson hat unter anderem Schriften von Aristoteles und Giordano Bruno ins Deutsche übersetzt.
In seinen Schriften vertritt er eine durch die Ansichten der historischen Rechtsschule und durch die neuern naturwissenschaftlichen Anschauungen beeinflusste Fortbildung der Hegelschen Lehre.
1881 kam es eine Woche nach einer Vorlesung von Lasson, in der er sich in der sogenannten Judenfrage „im Sinne der Toleranz“ geäußert hatte, durch antisemitische Störer zu „höchst bedauerlichen tumultuarischen Szenen“ an der Universität.
Lasson war kein Pazifist. In der Schrift Das Kulturideal und der Krieg formulierte er 1868 z. B.:

„[I]m Frieden […] entsteht leicht die Täuschung, als ob der Staat für die Individuen da sei, zu ihrem Gedeihen und Behagen […] Der Staat im Kriege verlangt aber für seine Zwecke alles Hab und Gut seiner Bürger, und er verlangt noch mehr: Er verlangt die Preisgebung ihrer gesamten Existenz […] Der Staat im Frieden ist kein wahrer Staat; seine volle Bedeutung offenbart er erst im Kriege.“

„Der Friede mag ein emsiges, liebenswürdiges Geschlecht erzeugen; aber die Kraft verkümmert, der Nerv erschlafft.“

## Schriften
- Johann Gottlieb Fichte im Verhältnis zu Kirche und Staat. Berlin 1863. Digitalisat
- Das Kulturideal und der Krieg. Berlin 1868
- Prinzip und Zukunft des Völkerrechts. Berlin 1871
- Meister Eckhart der Mystiker. Berlin 1878
- System der Rechtsphilosophie. Berlin 1881
- Die Entwickelung des religiösen Bewusstseins der Menschheit nach E. v. Hartmann. 1883
- Zeitliches und Zeitloses. Leipzig 1890
- Sint ut sunt. Für das alte Gymnasium wider die Neuerer. Fünf Thesen. Walther & Apolant, Berlin 1890
- Das unendlich Kleine im wirthschaftlichen Leben. Vortrag. Berlin 1891
- Lotterie und Volkswirtschaft. Berlin 1894
- Das Gedächtnis. Berlin 1894
- Handelsinteressen und Grundbesitzinteressen. Berlin 1896
- Der Leib. Berlin 1898
- Aristoteles: Nikomachische Ethik. Ins Deutsche übertragen von Adolf Lasson. Jena 1909
- Über den Zufall. Vortrag gehalten in der Berliner Abteilung der Kant-Gesellschaft am 11. April 1916. Berlin 1918